# وبرود
وبرود (به سوئدی: Veberöd) یک سکونتگاه مسکونی در سوئد است که در Lund Municipality واقع شده‌است.

## خصوصیات
وبرود ۲٫۶۷ کیلومترمربع مساحت و ۴٬۰۶۲ نفر جمعیت دارد.